# ناوتو أوتاكي
ناوتو اوتاكي (大嶽 直人) (ولد 18 أكتوبر 1968) هو لاعب كرة قدم ياباني سابق، شارك في كأس آسيا 1988.

## روابط خارجية
1. ↑  "معلومات عن ناوتو أوتاكي على موقع transfermarkt.com". transfermarkt.com. مؤرشف من الأصل في 2020-03-31.
2. ↑  "معلومات عن ناوتو أوتاكي على موقع national-football-teams.com". national-football-teams.com. مؤرشف من الأصل في 2020-03-14.
3. ↑  "معلومات عن ناوتو أوتاكي على موقع data.j-league.or.jp". data.j-league.or.jp. مؤرشف من الأصل في 2018-08-24.

- ناوتو أوتاكي على موقع رابطة كرة القدم اليابانية للمحترفين (اليابانية)
- ناوتو أوتاكي على موقع قاعدة بيانات كرة القدم.إي يو (الإنجليزية)
- ناوتو أوتاكي على موقع ناشيونال فوتبول تيمز (الإنجليزية)
- ناوتو أوتاكي على موقع Soccerway.com (الإنجليزية)
- ناوتو أوتاكي على موقع عالم كرة القدم.نت (الإنجليزية)